# Lespezi (gemeente)
Lespezi is een gemeente in het district Iași in Roemenië. De plaats omvat de dorpen Buda, Bursuc-Deal, Bursuc-Vale, Dumbrava, Heci en Lespezi